# Islay House

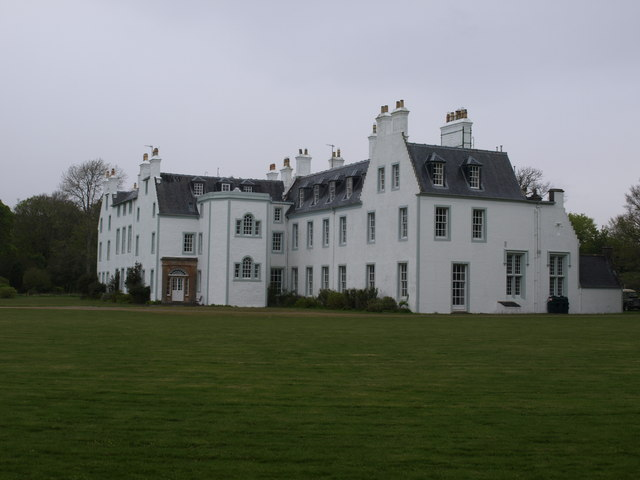
Islay House (2010)

Islay House, ehemals Kilarrow House, ist ein Herrenhaus westlich der Ortschaft Bridgend auf der schottischen Hebrideninsel Islay. Es liegt in einem kleinen Wald etwa 150 m nördlich der A847, welche die A846 in Bridgend mit Port Charlotte und Portnahaven verbindet, und überblickt die Meeresbucht Loch Indaal. Am 20. Juli 1971 wurde Islay House in die schottischen Denkmallisten in der Kategorie A , 2006 wurden die Außenanlagen in das Inventory of Gardens and Designed Landscapes in Scotland aufgenommen.

## Geschichte
Die ältesten Teile von Islay House wurden um das Jahr 1680 fertiggestellt. Im Jahre 1736 wurde das zu dieser Zeit Kilarrow House genannte Anwesen erweitert. Als der Eigentümer Daniel Campbell 1753 schließlich verstarb, erbte sein zweiter Sohn Daniel Campbell, 2. Laird of Shawfield and Islay, das Anwesen. Dieser entschied schließlich, die Ortschaft Kilarrow, in der sich das Gebäude befand, zugunsten einer Erweiterung der Ländereien von Islay House weitgehend aufzugeben. Die Einwohner Kilarrows wurden in die neue Planstadt Bowmore umgesiedelt, den heutigen Hauptort der Insel. Der erhaltene Teil Kilarrows entspricht dem heutigen Bridgend.
Die weitläufigen Ländereien von Islay House wurden in den folgenden Jahren parkähnlich ausgebaut und mit zahlreichen neuen Gebäude versehen, darunter ein Bauernhof, eine Gärtnerei und Gebäude für die Bediensteten. Auch Islay House selbst wurde Ende des 18. Jahrhunderts und ein weiteres Mal im 19. Jahrhundert erweitert. Als der britische Politiker und Geschäftsmann James Morrison die Insel Islay 1854 erwarb, ging auch Islay House in seinen Besitz über und ist seitdem im Familienbesitz. Zu Beginn des 20. Jahrhunderts wurden schließlich Umbau- und Restaurierungsarbeiten vorgenommen.
Zahlreiche der zu Islay House gehörenden Gebäude stehen heute unter Denkmalschutz. Hierzu gehören der 100 m östlich gelegene Bauernhof (Islay Home Farm), das Wohnhaus des Gärtners (West Lodge) sowie die gegenüberliegende Toreinfahrt zur Gärtnerei, West- und Ostturm, Bluehouse und der ehemalige Viadukt Dry Bridge.

## Beschreibung
Die Pläne zur Errichtung eines dreistöckigen Hauses im Auftrag Hugh Campbell of Cawdors stammen aus dem Jahre 1677. Mit dem Bau wurde wahrscheinlich noch im selben Jahr begonnen; das Fertigstellungsdatum ist jedoch nicht verzeichnet. Das in diesem Zeitraum erbaute Gebäude weist einen L-förmigen Grundriss auf und ist heute Teil der Vorderfront. 1731 wurde dann um einen weiteren Flügel erweitert, sodass der Grundriss ein halbes H beschrieb. Diese Gebäudeteile schließen mit Satteldächern ab und sind an der Vorderfront mit Staffelgiebeln versehen. Im späten 18. Jahrhundert wurde der Hauptflügel schließlich beidseitig um Treppenhäuser erweitert, welche aus dem Grundriss hervortreten. Durch diese verbinden Wendeltreppen die einzelnen Stockwerke miteinander. Im 19. Jahrhundert wurden verschiedene rückwärtige Gebäude hinzugefügt. Zu diesen Arbeiten wurden der bekannte Architekten William Henry Playfair beauftragt. Die einzelnen Gebäudeteile wurden stilistisch einander angepasst und entsprechen der traditionellen schottischen Architektur. Die Fassaden sind in der Harling-Technik verputzt und gekalkt. Die Dächer sind mit Schieferschindeln gedeckt.